# Ministerstwo Gospodarki Materiałowej
Urząd Gospodarki Materiałowej – urząd administracji państwowej w randze ministerstwa, istniejący w Polskiej Rzeczypospolitej Ludowej w latach 1976–1985, powołany w celu objęcia polityką państwa całokształtu spraw związanych z zaopatrzeniem i gospodarką surowcami, materiałami, paliwami i energią oraz rezerwami państwowymi. Urzędem Gospodarki Materiałowej kierował Minister Gospodarki Materiałowej, który był członkiem Rady Ministrów.

## Utworzenie urzędu i zakres działania ministra
Ustanowienie urzędu Ministra Gospodarki Materiałowej nastąpiło na mocy ustawy z 27 marca 1976 r. Minister przejął zadania zniesionej Państwowej Rady Gospodarki Materiałowej, funkcjonującej dotychczas w randze centralnego organu administracji państwowej. Urzędem o statusie ministerstwa, utworzonym w celu obsługi ministra, stał się Urząd Gospodarki Materiałowej.
Na podstawie ustawy z 27 marca 1976 r. do zakresu działania Ministra Gospodarki Materiałowej należały sprawy zaopatrzenia i gospodarki surowcami, materiałami, paliwami i energią oraz rezerw państwowych. Minister koordynował i kontrolował działalność państwowych i spółdzielczych jednostek organizacyjnych w zakresie:
- efektywności wykorzystania materiałów, surowców, paliw i energii,
- gospodarki surowcami wtórnymi,
- obrotu i zaopatrzenia w surowce, materiały, paliwa i energię,
- rozmieszczenia i ruchu zapasów oraz rezerw państwowych,
- gospodarki magazynowej i opakowaniami.

Szczegółowy zakres działania ministra ustalony został w rozporządzeniu Rady Ministrów z 31 marca 1976 r.. Tego samego dnia Rada Ministrów wydała również niepublikowaną uchwałę nr 62 w sprawie nadania statutu organizacyjnego Urzędowi Gospodarki Materiałowej.
Do zakresu działania Ministra Gospodarki Materiałowej przeszły także zadania wynikające z ustawy z 30 maja 1962 r. o gospodarce paliwowo-energetycznej. Na mocy rozporządzenia Rady Ministrów z 9 lipca 1976 r. dotychczasowe uprawnienia Ministra Górnictwa i Energetyki, określonego w tej ustawie jako naczelny organ administracji państwowej w zakresie gospodarki paliwowo-energetycznej, zostały rozdzielone pomiędzy nowo utworzone naczelne organy: Ministra Energetyki i Energii Atomowej, Ministra Górnictwa i Ministra Gospodarki Materiałowej.
Zgodnie z nowelizacją ustawy o gospodarce paliwowo-energetycznej, Minister Gospodarki Materiałowej przejął od Ministra Górnictwa i Energetyki nadzór nad Państwowym Inspektoratem Gospodarki Paliwowo-Energetycznej. Pod nadzorem ministra znalazł się również Inspektorat Gospodarki Stalą i Metalami Nieżelaznymi (po zniesieniu urzędu Ministra Przemysłu Ciężkiego), a także Inspektorat Kontroli Gospodarki Drewnem (nadzorowany wcześniej przez Ministra Leśnictwa i Przemysłu Drzewnego). Ponadto zniesienie Państwowej Rady Gospodarki Materiałowej oznaczało przejście pod nadzór ministra Instytutu Efektywności Wykorzystania Materiałów, Centralnego Ośrodka Badawczo-Rozwojowego Gospodarki Materiałowej oraz Centralnego Ośrodka Gospodarki Magazynowej, który zarządzeniem nr 77 Prezesa Rady Ministrów z 14 grudnia 1978 r. przekształcony został w Instytut Gospodarki Magazynowej.

## Zmiany w zakresie działania ministra
Ustawą z 26 października 1978 r. dokonano zmiany przepisów ustawy o gospodarce paliwowo-energetycznej oraz ustawy o urzędzie Ministra Gospodarki Materiałowej. Nowa regulacja prawna przenosiła sprawy zaopatrzenia i gospodarki paliwami i energią z zakresu działania Ministra Gospodarki Materiałowej do zakresu działania Ministra Energetyki i Energii Atomowej, Ministra Górnictwa oraz Głównego Inspektora Gospodarki Energetycznej, powołanego w miejsce Państwowego Inspektora Gospodarki Paliwowo-Energetycznej i nadzorowanego bezpośrednio przez Prezesa Rady Ministrów.
Kolejne zmiany nastąpiły w 1981 r. w związku z powtórnym ustanowieniem urzędu Ministra Górnictwa i Energetyki po połączeniu dotychczasowych urzędów Ministra Energetyki i Energii Atomowej (z wyłączeniem spraw energii atomowej) oraz Ministra Górnictwa. Ustawą z 3 lipca 1981 r. zmieniono ustawę o gospodarce paliwowo-energetycznej i ustawę o urzędzie Ministra Gospodarki Materiałowej poprzez ponowne przekazanie spraw zaopatrzenia i gospodarki paliwami i energią do zakresu działania Ministra Gospodarki Materiałowej, któremu od tej pory bezpośrednio podlegał Główny Inspektor Gospodarki Energetycznej.
Szczegółowy zakres działania ministra został określony ponownie w rozporządzeniu Rady Ministrów z 19 marca 1982 r., wydanym w miejsce rozporządzenia z 1976 r.. Również tego dnia niepublikowaną uchwałą nr 56 Rady Ministrów zatwierdzony został nowy statut organizacyjny Urzędu Gospodarki Materiałowej.
Przekształceniami objęto także jednostki organizacyjne nadzorowane przez ministra. Na podstawie zarządzenia nr 11 Prezesa Rady Ministrów z 20 kwietnia 1982 r. Instytut Efektywności Wykorzystania Materiałów oraz Centralny Ośrodek Badawczo-Rozwojowy Gospodarki Materiałowej połączono w Instytut Gospodarki Materiałowej, a na mocy uchwały nr 106 Rady Ministrów z 28 maja 1982 r. miejsce Inspektoratu Gospodarki Stalą i Metalami Nieżelaznymi oraz Inspektoratu Kontroli Gospodarki Drewnem zajął nowo utworzony Inspektorat Gospodarki Materiałowej. W 1984 r. dotychczasowa ustawa o gospodarce paliwowo-energetycznej została zastąpiona ustawą z 6 kwietnia 1984 r. o gospodarce energetycznej. Po wejściu nowych przepisów w życie nastąpiła zmiana podległości Głównego Inspektora Gospodarki Energetycznej, który jako centralny organ administracji państwowej podlegał odtąd bezpośrednio Prezesowi Rady Ministrów.

## Zniesienie urzędu ministra i likwidacja Urzędu Gospodarki Materiałowej
Likwidacja Urzędu Gospodarki Materiałowej i zniesienie kierującego nim naczelnego organu były elementami reformy wprowadzonej ustawą z 12 listopada 1985 r. o zmianach w organizacji oraz zakresie działania niektórych naczelnych i centralnych organów administracji państwowej. Reforma ustanawiała urząd Ministra Gospodarki Materiałowej i Paliwowej jako nowy naczelny organ w zakresie gospodarowania surowcami, materiałami, paliwami i energią oraz ich zapasami. Minister przejął zadania Ministra Gospodarki Materiałowej oraz Głównego Inspektora Gospodarki Energetycznej, który tracił status centralnego organu administracji państwowej, stając się organem pomocniczym nowego ministra. Konsekwencją zmian była także likwidacja Urzędu Gospodarki Materiałowej i Głównego Inspektoratu Gospodarki Energetycznej oraz przekazanie ich zadań do nowo utworzonego Ministerstwa Gospodarki Materiałowej i Paliwowej.

## Kierownictwo urzędu
Ministrowie Gospodarki Materiałowej:
- Eugeniusz Szyr (PZPR) (27 marca 1976 – 31 października 1981)
- Jan Antosik (PZPR) (31 października 1981 – 23 marca 1983)
- Jerzy Woźniak (PZPR) (23 marca 1983 – 12 listopada 1985)

Podsekretarze stanu w Urzędzie Gospodarki Materiałowej:
- Zdzisław Deutschman (12 kwietnia 1976 – 28 lutego 1982)
- Tadeusz Wojciechowski (PZPR) (12 kwietnia 1976 – 12 maja 1982)
- Roland Mazurek (PZPR) (12 kwietnia 1976 – 12 listopada 1985)
- Jerzy Graczyk (SD) (10 października 1977 – 12 stycznia 1981)
- Edward Sznajder (PZPR) (21 lipca 1978 – 29 października 1978)
- Tadeusz Mackiewicz (PZPR) (8 maja 1980 – 29 listopada 1980) (I zastępca ministra)
- Jerzy Gruchalski (SD) (24 lutego 1981 – 12 listopada 1985)
- Włodzimierz Hausner (PZPR) (28 lipca 1982 – 12 listopada 1985)
- Jerzy Podgórski (PZPR) (4 lipca 1983 – 12 listopada 1985)
- Michał Hebda (PZPR) (10 stycznia 1985 – 12 listopada 1985)

Dyrektor generalny w Urzędzie Gospodarki Materiałowej:
- Jan Mizia (SD) (27 czerwca 1983 – 12 listopada 1985)